# Lista de gols de Pelé pela Seleção Brasileira de Futebol

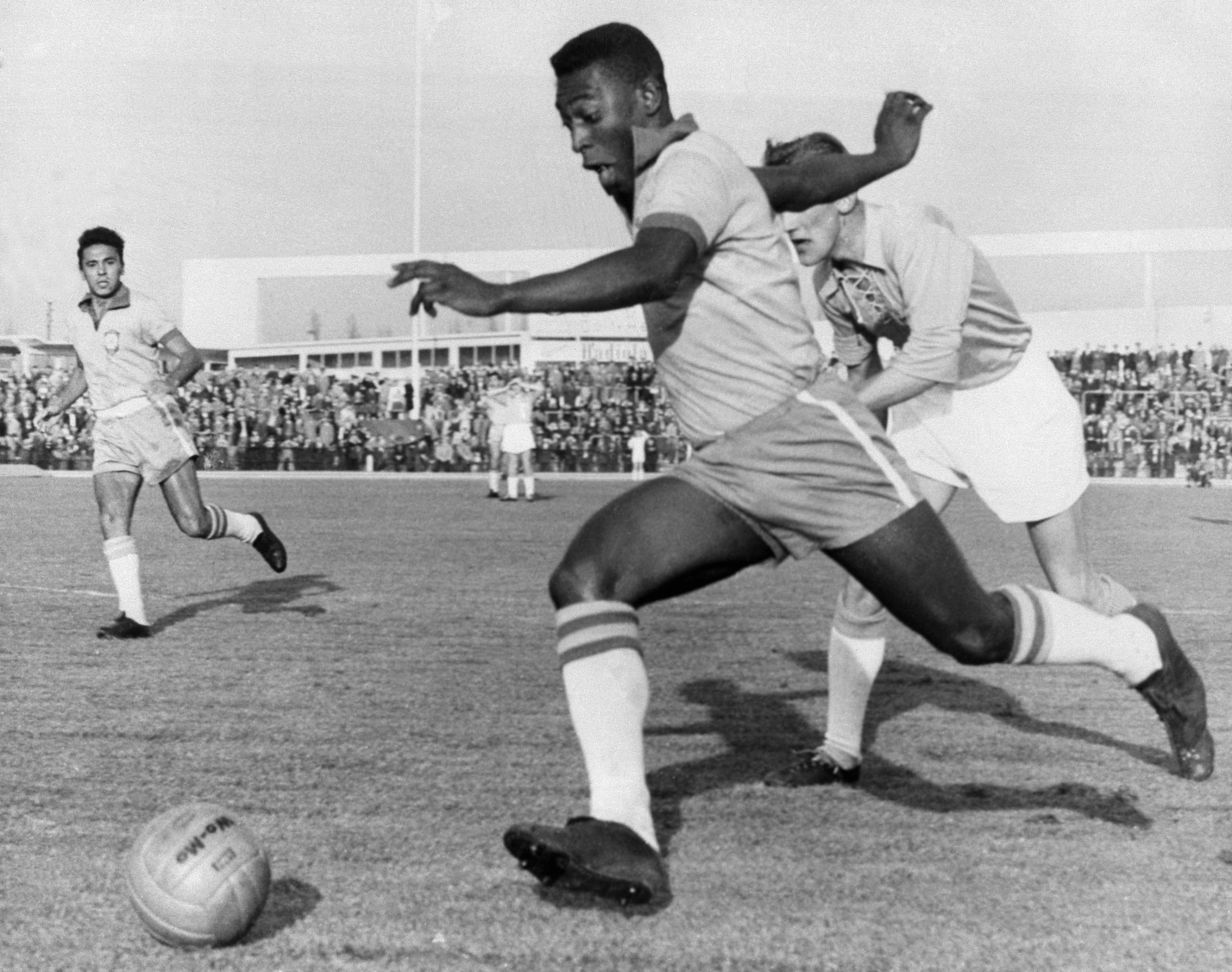
Pelé driblando um defensor do Malmö FF durante um amistoso, em 8 de maio de 1960.

Esta é uma lista de gols de Pelé pela Seleção Brasileira de Futebol. Pelé marcou 77 gols em 92 jogos pela Seleção, fato que o torna o segundo maior artilheiro da história do país, atrás apenas de Neymar, com 79. Ele estreou pelo Brasil na derrota por 2–1 frente a Argentina em 7 de julho de 1957, na Copa Roca do mesmo ano, onde ele marcou o único gol dos brasileiros. Durante toda a sua carreira, foi o autor de sete hat-tricks – quando um atleta faz três gols ou mais na mesma partida – pela Seleção Brasileira, cinco delas em jogos amistosos: Chile (1959), República Árabe Unida (1960), Argentina e França (1963) e Bélgica (1965); enquanto duas em jogos oficiais: França (1958) e Paraguai (1959).
Além disso, marcou dezoito vezes em 22 jogos não oficiais. Isso soma um total não oficial de 114 jogos e 95 gols. Ele também marcou doze gols e é creditado com dez assistências em catorze partidas de Copas do Mundo, incluindo quatro gols e sete assistências apenas em 1970. Ele compartilha com Uwe Seeler, Miroslav Klose e Cristiano Ronaldo a conquista de serem os únicos jogadores a marcar em quatro torneios separados da Copa do Mundo.

## Lista de gols
| Partida | Data                   | Local                                        | Resultado | Adversário            | Gol(s) | Competição                       |
| ------- | ---------------------- | -------------------------------------------- | --------- | --------------------- | ------ | -------------------------------- |
| 1       | 7 de julho de 1957     | Maracanã, Rio de Janeiro, Brasil             | 1–2       | Argentina             | 1      | Copa Roca de 1957                |
| 2       | 10 de julho de 1957    | Pacaembu, São Paulo, Brasil                  | 2–0       | Argentina             | 1      | Copa Roca de 1957                |
| 3       | 4 de maio de 1958      | Maracanã, Rio de Janeiro, Brasil             | 5–1       | Paraguai              | 1      | Copa Oswaldo Cruz de 1958        |
| 5       | 18 de maio de 1958     | Pacaembu, São Paulo, Brasil                  | 3–1       | Bulgária              | 2      | Amistoso                         |
| 7       | 19 de junho de 1958    | Ullevi, Gotemburgo, Suécia                   | 1–0       | País de Gales         | 1      | Copa do Mundo FIFA de 1958       |
| 8       | 24 de junho de 1958    | Råsunda, Solna, Suécia                       | 5–2       | França                | 3      | Copa do Mundo FIFA de 1958       |
| 9       | 29 de junho de 1958    | Råsunda, Solna, Suécia                       | 5–2       | Suécia                | 2      | Copa do Mundo FIFA de 1958       |
| 10      | 10 de março de 1959    | Monumental de Núñez, Buenos Aires, Argentina | 2–2       | Peru                  | 1      | Copa América de 1959             |
| 11      | 15 de março de 1959    | Monumental de Núñez, Buenos Aires, Argentina | 3–0       | Chile                 | 2      | Copa América de 1959             |
| 12      | 21 de março de 1959    | Monumental de Núñez, Buenos Aires, Argentina | 4–2       | Bolívia               | 1      | Copa América de 1959             |
| 14      | 29 de março de 1959    | Monumental de Núñez, Buenos Aires, Argentina | 4–1       | Paraguai              | 3      | Copa América de 1959             |
| 15      | 4 de abril de 1959     | Monumental de Núñez, Buenos Aires, Argentina | 1–1       | Argentina             | 1      | Copa América de 1959             |
| 17      | 17 de setembro de 1959 | Maracanã, Rio de Janeiro, Brasil             | 7–0       | Chile                 | 3      | Copa Bernardo O'Higgins de 1959  |
| 20      | 1 de maio de 1960      | Estádio de Alexandria, Alexandria, Egito     | 3–1       | República Árabe Unida | 3      | Amistoso                         |
| 24      | 12 de julho de 1960    | Maracanã, Rio de Janeiro, Brasil             | 5–1       | Argentina             | 1      | Copa do Atlântico de 1960        |
| 25      | 21 de abril de 1962    | Maracanã, Rio de Janeiro, Brasil             | 6–0       | Paraguai              | 1      | Copa Oswaldo Cruz de 1962        |
| 26      | 24 de abril de 1962    | Morumbi, São Paulo, Brasil                   | 4–0       | Paraguai              | 2      | Copa Oswaldo Cruz de 1962        |
| 28      | 9 de maio de 1962      | Maracanã, Rio de Janeiro, Brasil             | 1–0       | Portugal              | 1      | Amistoso                         |
| 29      | 12 de maio de 1962     | Maracanã, Rio de Janeiro, Brasil             | 3–1       | País de Gales         | 1      | Amistoso                         |
| 30      | 16 de maio de 1962     | Pacaembu, São Paulo, Brasil                  | 3–1       | País de Gales         | 2      | Amistoso                         |
| 31      | 30 de maio de 1962     | Sausalito, Viña del Mar, Chile               | 2–0       | México                | 1      | Copa do Mundo FIFA de 1962       |
| 34      | 16 de abril de 1963    | Maracanã, Rio de Janeiro, Brasil             | 5–2       | Argentina             | 3      | Copa Roca de 1963                |
| 36      | 28 de abril de 1963    | Olympique Yves-du-Manoir, Colombes, França   | 3–2       | França                | 3      | Amistoso                         |
| 38      | 5 de maio de 1963      | Volksparkstadion, Hamburgo, Alemanha         | 2–1       | Alemanha Ocidental    | 1      | Amistoso                         |
| 40      | 30 de maio de 1964     | Maracanã, Rio de Janeiro, Brasil             | 5–1       | Inglaterra            | 1      | Taça das Nações de 1964          |
| 42      | 7 de junho de 1964     | Maracanã, Rio de Janeiro, Brasil             | 4–1       | Portugal              | 1      | Taça das Nações de 1964          |
| 43      | 2 de junho de 1965     | Maracanã, Rio de Janeiro, Brasil             | 5–0       | Bélgica               | 3      | Amistoso                         |
| 44      | 6 de junho de 1965     | Maracanã, Rio de Janeiro, Brasil             | 2–0       | Alemanha Ocidental    | 1      | Amistoso                         |
| 46      | 17 de junho de 1965    | Estádio Ahmed Zabana, Orã, Argélia           | 3–0       | Argélia               | 1      | Amistoso                         |
| 48      | 30 de junho de 1965    | Råsunda, Solna, Suécia                       | 2–1       | Suécia                | 1      | Amistoso                         |
| 49      | 4 de julho de 1965     | Estádio Lujniki, Moscou, União Soviética     | 3–0       | União Soviética       | 2      | Amistoso                         |
| 50      | 21 de novembro de 1965 | Maracanã, Rio de Janeiro, Brasil             | 2–2       | União Soviética       | 1      | Amistoso                         |
| 52      | 4 de junho de 1966     | Morumbi, São Paulo, Brasil                   | 4–0       | Peru                  | 1      | Amistoso                         |
| 54      | 12 de junho de 1966    | Maracanã, Rio de Janeiro, Brasil             | 2–1       | Tchecoslováquia       | 2      | Amistoso                         |
| 55      | 15 de junho de 1966    | Maracanã, Rio de Janeiro, Brasil             | 2–2       | Tchecoslováquia       | 1      | Amistoso                         |
| 58      | 12 de julho de 1966    | Goodison Park, Liverpool, Inglaterra         | 2–0       | Bulgária              | 1      | Copa do Mundo FIFA de 1966       |
| 60      | 25 de julho de 1968    | Defensores del Chaco, Assunção, Paraguai     | 4–0       | Paraguai              | 2      | Copa Oswaldo Cruz de 1968        |
| 63      | 3 de novembro de 1968  | Mineirão, Belo Horizonte, Brasil             | 2–1       | México                | 1      | Amistoso                         |
| 66      | 17 de dezembro de 1968 | Maracanã, Rio de Janeiro, Brasil             | 3–3       | Iugoslávia            | 1      | Amistoso                         |
| 68      | 9 de abril de 1969     | Maracanã, Rio de Janeiro, Brasil             | 3–2       | Peru                  | 1      | Amistoso                         |
| 71      | 10 de agosto de 1969   | Olímpico de Caracas, Caracas, Venezuela      | 5–0       | Venezuela             | 2      | Elim. Copa do Mundo FIFA de 1970 |
| 73      | 21 de agosto de 1969   | Maracanã, Rio de Janeiro, Brasil             | 6–2       | Colômbia              | 1      | Elim. Copa do Mundo FIFA de 1970 |
| 74      | 24 de agosto de 1969   | Maracanã, Rio de Janeiro, Brasil             | 6–0       | Venezuela             | 2      | Elim. Copa do Mundo FIFA de 1970 |
| 75      | 31 de agosto de 1969   | Maracanã, Rio de Janeiro, Brasil             | 1–0       | Paraguai              | 1      | Elim. Copa do Mundo FIFA de 1970 |
| 77      | 8 de março de 1970     | Maracanã, Rio de Janeiro, Brasil             | 2–1       | Argentina             | 1      | Amistoso                         |
| 78      | 22 de março de 1970    | Morumbi, São Paulo, Brasil                   | 5–0       | Chile                 | 2      | Amistoso                         |
| 83      | 3 de junho de 1970     | Jalisco, Guadalajara, México                 | 4–1       | Tchecoslováquia       | 1      | Copa do Mundo FIFA de 1970       |
| 85      | 10 de junho de 1970    | Jalisco, Guadalajara, México                 | 3–2       | Romênia               | 2      | Copa do Mundo FIFA de 1970       |
| 88      | 21 de junho de 1970    | Azteca, Cidade do México, México             | 4–1       | Itália                | 1      | Copa do Mundo FIFA de 1970       |
| 90      | 4 de outubro de 1970   | Nacional de Chile, Santiago, Chile           | 5–1       | Chile                 | 1      | Amistoso                         |
| 91      | 11 de julho de 1971    | Morumbi, São Paulo, Brasil                   | 1–1       | Áustria               | 1      | Amistoso                         |

### Contagem de gols pela Seleção Brasileira
De acordo com a FIFA, os gols a serem computados como válidos são os disputados em jogos da seleção principal, contra outras seleções principais. Ou seja, jogos oficiais (full international matches, em inglês), podendo ser amistosos ou fazerem parte de alguma competição.
Por isso, jogos de seleções olímpicas, sub-20 e sub-17 não contam. Partidas contra clubes ou combinados locais também não fazem parte da contagem. Por isso, Pelé teria 77 gols com a camisa canarinha (em 92 partidas). Mesmo assim, continuaria sendo o artilheiro da Seleção, já que o vice-artilheiro, Ronaldo, anotou 62 gols.
Ivan Soter, autor da Enciclopédia da Seleção fez uma relação de gols marcados com estas regras.
Neste critério, os 77 gols com a amarelinha, foram anotados nas seguintes partidas:
- 77 Gols em 92 partidas (média de 0.84 por partida) Divididos em: Amistosos: 34 gols, Copa América: 8 gols, Eliminatórias da Copa: 6 gols, Copas do Mundo: 12 gols, Outros Torneios: 17 gols

Os 22 gols discrepantes, que completariam os 99, são os seguintes, marcados contra clubes ou combinados locais:
| No. | Data                   | Local                                     | Resultado | Adversário                         | Gol(s) | Gol N° |
| --- | ---------------------- | ----------------------------------------- | --------- | ---------------------------------- | ------ | ------ |
| 1   | 21 de maio de 1958     | Pacaembu, São Paulo, Brasil               | 5–0       | Corinthians                        | 0      | –      |
| 2   | 8 de maio de 1960      | Malmö Stadion, Malmö, Suécia              | 7–1       | Malmö                              | 2      | 2      |
| 3   | 12 de maio de 1960     | San Siro, Milão, Itália                   | 2–2       | Internazionale                     | 2      | 4      |
| 4   | 16 de maio de 1960     | José Alvalade, Lisboa, Portugal           | 5–0       | Sporting                           | 0      | –      |
| 5   | 24 de maio de 1962     | Chiletabacos, Valparaíso, Chile           | 2–2       | Santiago Wanderers                 | 1      | 5      |
| 6   | 27 de maio de 1962     | Sausalito, Viña del Mar, Chile            | 9–1       | Everton                            | 2      | 7      |
| 7   | 3 de maio de 1963      | Philips Stadion, Eindhoven, Países Baixos | 1–0       | PSV Eindhoven                      | 0      | –      |
| 8   | 1 de maio de 1966      | Maracanã, Rio de Janeiro, Brasil          | 2–0       | Seleção Gaúcha                     | 0      | –      |
| 9   | 21 de junho de 1966    | Santiago Bernabéu, Madrid, Espanha        | 5–3       | Atlético de Madrid                 | 3      | 10     |
| 10  | 4 de julho de 1966     | Olímpico, Estocolmo, Suécia               | 4–2       | AIK                                | 2      | 12     |
| 11  | 6 de julho de 1966     | Malmö Stadion, Malmö, Suécia              | 3–1       | Malmö                              | 2      | 14     |
| 12  | 13 de novembro de 1968 | Couto Pereira, Curitiba, Brasil           | 2–1       | Coritiba                           | 0      | –      |
| 13  | 6 de julho de 1969     | Fonte Nova, Salvador, Brasil              | 4–0       | Bahia                              | 1      | 15     |
| 14  | 9 de julho de 1969     | Batistão, Aracaju, Brasil                 | 8–2       | Seleção Sergipana                  | 0      | –      |
| 15  | 13 de julho de 1969    | Arruda, Recife, Brasil                    | 6–1       | Seleção Pernambucana               | 1      | 16     |
| 16  | 1 de agosto de 1969    | El Campín, Bogotá, Colômbia               | 2–0       | Millonarios                        | 0      | –      |
| 17  | 3 de setembro de 1969  | Mineirão, Belo Horizonte, Brasil          | 1–2       | Seleção Mineira (Atlético Mineiro) | 1      | 17     |
| 18  | 14 de março de 1970    | Moça Bonita, Rio de Janeiro, Brasil       | 1–1       | Bangu                              | 0      | –      |
| 19  | 5 de abril de 1970     | Vivaldo Lima, Manaus, Brasil              | 4–1       | Seleção Amazonense                 | 1      | 18     |
| 20  | 19 de abril de 1970    | Mineirão, Belo Horizonte, Brasil          | 3–1       | Seleção Mineira                    | 0      | –      |
| 21  | 6 de maio de 1970      | Jalisco, Guadalajara, México              | 3–0       | Combinado de Guadalajara           | 1      | 19     |
| 22  | 17 de maio de 1970     | León, León, México                        | 5–2       | León                               | 2      | 21     |
| 23  | 24 de maio de 1970     | Sergio León Chávez, Irapuato, México      | 3–0       | Irapuato                           | 0      | –      |
| 24  | 9 de dezembro de 1973  | Maracanã, Rio de Janeiro, Brasil          | 2–1       | Resto do Mundo                     | 1      | 22     |

## Estatísticas
| Ano   | Competições | Competições | Amistosos | Amistosos | Total | Total |
| Ano   | Jogos       | Gols        | Jogos     | Gols      | Jogos | Gols  |
| ----- | ----------- | ----------- | --------- | --------- | ----- | ----- |
| 1957  | 2           | 2           | 0         | 0         | 2     | 2     |
| 1958  | 4           | 6           | 3         | 3         | 7     | 9     |
| 1959  | 8           | 11          | 1         | 0         | 9     | 11    |
| 1960  | 2           | 1           | 4         | 1         | 6     | 2     |
| 1962  | 4           | 4           | 4         | 4         | 8     | 8     |
| 1963  | 2           | 3           | 5         | 4         | 7     | 7     |
| 1964  | 3           | 2           | 0         | 0         | 3     | 2     |
| 1965  | 0           | 0           | 8         | 9         | 8     | 9     |
| 1966  | 2           | 1           | 7         | 4         | 9     | 5     |
| 1968  | 0           | 0           | 7         | 4         | 7     | 4     |
| 1969  | 6           | 6           | 3         | 1         | 9     | 7     |
| 1970  | 6           | 4           | 9         | 4         | 15    | 8     |
| 1971  | 0           | 0           | 2         | 1         | 2     | 1     |
| Total | 41          | 43          | 51        | 34        | 92    | 77    |
| Total | 41          | 43          | 69        | 56        | 114   | 95    |

| Competição                          | Jogos | Gols |
| ----------------------------------- | ----- | ---- |
| Amistosos                           | 50    | 34   |
| Copa América                        | 6     | 8    |
| Eliminatórias da Copa do Mundo FIFA | 6     | 6    |
| Copa do Mundo FIFA                  | 14    | 12   |
| Outros torneios                     | 16    | 17   |
| Total                               | 92    | 77   |

| Adversário            | Gols |
| --------------------- | ---- |
| Paraguai              | 10   |
| Argentina             | 8    |
| Chile                 | 8    |
| França                | 6    |
| País de Gales         | 4    |
| Tchecoslováquia       | 4    |
| Venezuela             | 4    |
| Bélgica               | 3    |
| Bulgária              | 3    |
| Peru                  | 3    |
| República Árabe Unida | 3    |
| Suécia                | 3    |
| União Soviética       | 3    |
| Alemanha Ocidental    | 2    |
| México                | 2    |
| Portugal              | 2    |
| Romênia               | 2    |
| Argélia               | 1    |
| Áustria               | 1    |
| Bolívia               | 1    |
| Colômbia              | 1    |
| Inglaterra            | 1    |
| Itália                | 1    |
| Iugoslávia            | 1    |
| Total                 | 77   |